# Delomys
Delomys (Thomas, 1917) è un genere di roditori della famiglia dei Cricetidi.

## Descrizione

### Dimensioni
Al genere Delomys appartengono roditori di piccole dimensioni, con lunghezza della testa e del corpo tra 110 e 138 mm, la lunghezza della coda tra 90 e 145 mm e un peso fino a 83 g.

### Caratteristiche craniche e dentarie
Il cranio presenta un lungo rostro affusolato, una scatola cranica rotonda e liscia e le ossa nasali che si estendono anteriormente. I fori palatali sono lunghi, il palato è invece corto e largo. Gli incisivi superiori sono piccoli, stretti, lisci e fortemente opistodonti, ovvero con le punte rivolte verso l'interno. I molari hanno la corona bassa .
Sono caratterizzati dalla seguente formula dentaria:

### Aspetto
La pelliccia è relativamente corta e ruvida. Le parti dorsali variano dal giallastro al brunastro o grigiastro spesso con una linea dorsale scura che si estende dalla nuca fino alla base della coda, mentre le parti ventrali sono più chiare e con la base dei peli grigia. Le orecchie sono grandi e cosparse di pochi peli. I piedi sono lunghi e sottili, adattamento ad una vita terricola, le piante sono provviste di sei grossi cuscinetti, le dita più esterne sono corte e tutte hanno alla base del loro artiglio un ciuffo di peli argentato. La coda è di lunghezza variabile ed è priva di peli. Le femmine hanno 3 o 4 paia di mammelle. È presente la cistifellea.

## Distribuzione
Si tratta di roditori parzialmente arboricoli diffusi nel Brasile meridionale e nell'Argentina nord-orientale.

## Tassonomia
Il genere comprende 3 specie:
- Delomys altimontanus
- Delomys dorsalis
- Delomys sublineatus

D.collinus è considerato sinonimo di D.dorsalis.